# Walter F. George

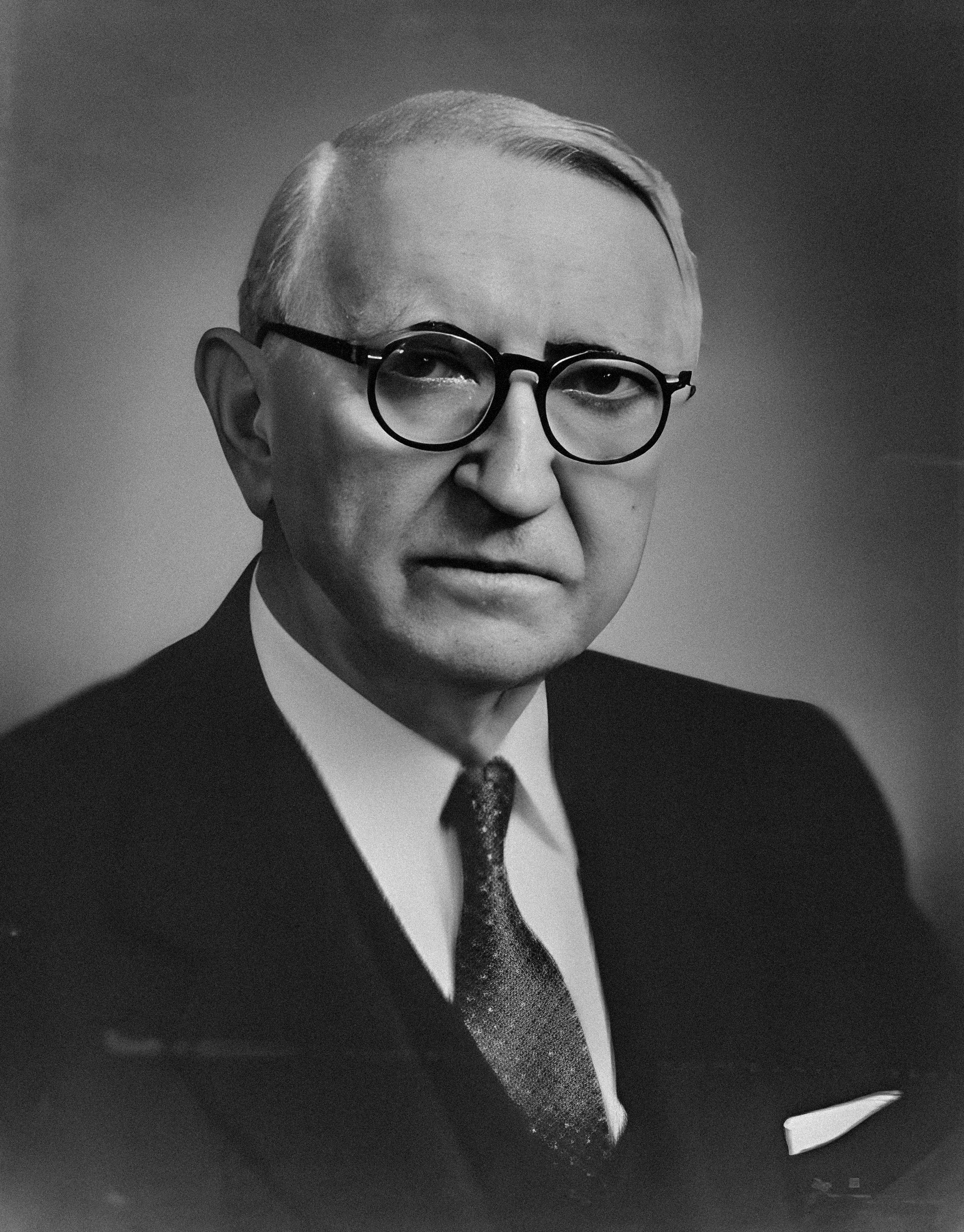
Walter F. George

Walter Franklin George (* 29. Januar 1878 bei Preston, Webster County, Georgia; † 4. August 1957 in Vienna, Georgia) war ein US-amerikanischer Jurist und Politiker. Er vertrat den Bundesstaat Georgia im US-Senat.

## Frühe Jahre
Walter George wurde am 29. Januar 1878 auf einer Farm nahe Preston geboren. Er besuchte die öffentliche Schule und danach die Mercer University in Macon. Seine Zulassung als Anwalt bekam er 1901 und eröffnete anschließend eine Praxis. George arbeitete dann 1917 als Richter an Georgias Berufungsgericht und als Mitglied des Supreme Court of Georgia zwischen 1917 und 1922.

## Senator
George trat von seiner Stellung am Supreme Court zurück, um für einen Sitz im US-Senat zu kandidieren, welcher durch den Tod von Thomas E. Watson frei geworden war. George gewann die außerordentliche Wahl, aber anstatt seinen Sitz im Kongress am 21. November 1922 anzunehmen, ließ er die Ernennung von Rebecca Ann Latimer Felton zu. Sie war somit die erste Frau, die Georgia im Senat repräsentierte. Er trat die Stellung am 22. November 1922 an, einen Tag später. George wurde 1926 wiedergewählt zu seiner ersten sechsjährigen Amtszeit. Seine Amtszeit im Senat belief sich damit von 1923 bis 1957. Zu dieser Zeit waren die Republikaner in Georgia sehr schwach, so dass der eigentliche Wahlkampf in Georgia in den demokratischen Vorwahlen stattfand. 1938 stand George einem besonders schwierigen Vorwahlkampf gegenüber, nachdem er viele Demokraten durch seinen Widerstand zu bestimmten Aspekten von Präsidenten Franklin D. Roosevelts New-Deal-Programm verärgert hatte.
Als der Zweite Weltkrieg in Europa ausbrach, war George das erste Mitglied der Isolationistenfraktion im Senat, aber unterstützte später das Leih- und Pachtgesetz zwischen den Vereinigten Staaten und Großbritannien. Als die Vereinigten Staaten in den Krieg eintraten, half George der Legislatur dieses zu finanzieren während er Vorsitzender des Finanzausschusses war. Während seiner ganzen Laufbahn war George als ein Befürworter der Gesetzgebung bei der Förderung der Bauern bekannt. Er war auch ein Befürworter der Rassentrennung, wie die meisten Südstaatensenatoren dieser Zeit. Dies konnte man am besten im Frühjahr 1956 sehen, als er das Southern Manifesto unterzeichnete, das sich gegen die Rassenintegration an öffentlichen Einrichtungen aussprach.
George war ein Mitglied von zwölf Ausschüssen im Senat und Vorsitzender von fünf, einschließlich des United States Senate Committee on Foreign Relations zwischen 1940 und 1941, sowie zwischen 1955 und 1957. Des Weiteren war er Vorsitzender des Finanzausschusses des US Senats zwischen 1941 und 1947, sowie zwischen 1949 und 1953. Er war auch vorübergehender Präsident des Senats zwischen 1955 und 1957. Während seiner Zeit im Senat war George für seine politische Redekunst bekannt, sowie auch einen der besten öffentlichen Sprecher des Senats.
Anfang 1957, kurz nach seinem Rücktritt aus dem Senat, wurde George zum Sonderbotschafter bei der NATO durch Präsident Dwight D. Eisenhower ernannt. Er diente in dieser Position sechs Monate lang, bevor er schwer krank wurde. Walter George verstarb am 4. August 1957 in Vienna. Er wurde auf dem Vienna Cemetery beerdigt.

## Ehrungen
Die Walter F. George School of Law an der Mercer University, die Walter F. George High School in Atlanta und der Walter F. George Lake in West-Georgia wurden nach ihm benannt. Des Weiteren wurde die Walter F. George Foundation 1947 gegründet, als die Law School an der Mercer University nach ihm benannt wurde. Diese sollte Stipendien an die Mercer-Law-Studenten gewähren, die eine Karriere im öffentlichen Dienst zu verfolgen anstreben.
Georges Porträt hängt in Georgias Staatskapitol in Atlanta.
1960 legte der United States Postal Service eine 0,04 Dollar-Briefmarke zu Ehren von George auf. Der amtliche Ausgabeort war in Vienna, Georges letztem Wohnort.